# Arquidiócesis de Nanning
La arquidiócesis de Nanning (en latín: Archidioecesis Nannimensis y en latín: 天主教南宁总教区) es una circunscripción eclesiástica de la Iglesia católica en China. Se trata de una arquidiócesis latina, sede metropolitana de la provincia eclesiástica de Nanning. Desde el 7 de enero de 2007 su arzobispo es Joseph Tan Yan-quan, aunque para el Anuario Pontificio es sede vacante desde el 7 de febrero de 1954. La Asociación Patriótica Católica China la redujo a diócesis de Nanning en fecha no precisada y en diciembre de 2002 la fusionó con la diócesis de Wuzhou, la parte de la diócesis de Beihai en Guangxi y con la prefectura apostólica de Guilin para erigir la diócesis de Guangxi sin asentimiento de la Santa Sede.

## Territorio y organización

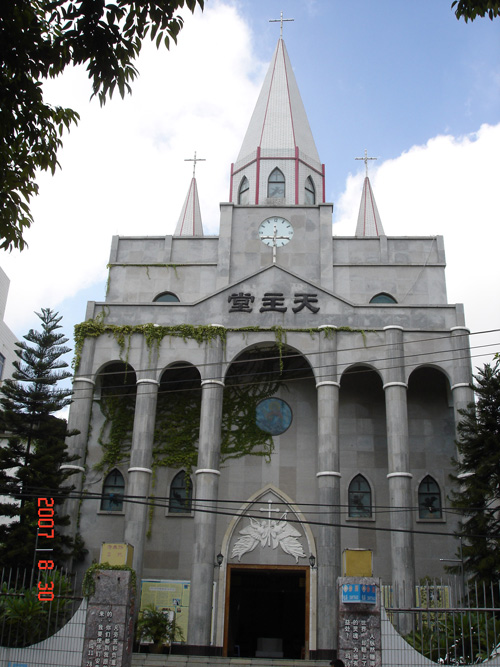
Iglesia del Sagrado Corazón de Jesús, en Nanning

La arquidiócesis extiende su jurisdicción sobre los fieles católicos de rito latino residentes en parte de la región autónoma zhuang de Guangxi.

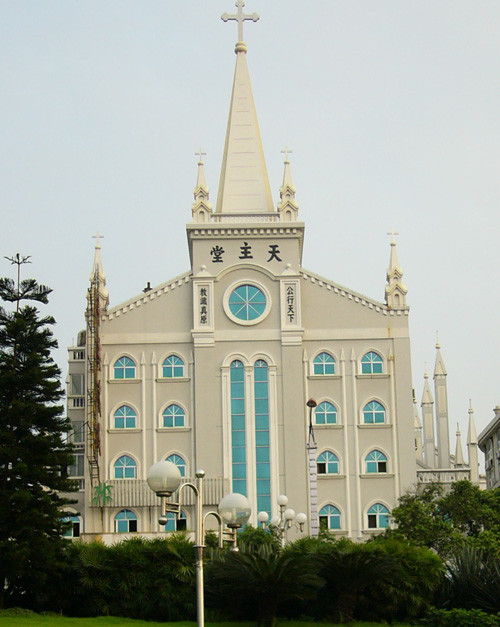
Iglesia de Santa Teresa, en Liuzhou

La sede de la arquidiócesis se encuentra en la ciudad de Nanning, en donde se halla la Catedral de Nuestra Señora de China.
La arquidiócesis tiene como sufragánea a la diócesis de Wuzhou.
En 1950 para la arquidiócesis el Anuario Pontificio no menciona el número de parroquias.

## Historia
La prefectura apostólica de Guangxi (Kuamsi) fue erigida el 6 de agosto de 1875 con el breve Simul ac del papa Pío IX, derivando el territorio del vicariato apostólico de Guangdong-Guangxi (hoy arquidiócesis de Cantón).
El 6 de junio de 1914 la prefectura apostólica fue elevada al rango de vicariato apostólico con el breve Nihil praestabilius del papa Pío X.
El 16 de febrero de 1922 el vicariato apostólico cedió una porción de su territorio para la erección de la prefectura apostólica de Nanlong (hoy diócesis de Nanlong) mediante el breve Quae catholico del papa Pío XI.
El 3 de diciembre de 1924 cambió su nombre por el de vicariato apostólico de Nanning en virtud del decreto Vicarii et Praefecti de la Congregación de Propaganda Fide.
El 30 de junio de 1930 cedió otra porción de su territorio para la erección de la misión sui iuris de Wuzhou (hoy diócesis de Wuzhou) mediante el breve Delegatus Apostolicus del papa Pío XI. El 10 de enero de 1933 entregó otras dieciséis subprefecturas civiles a la misma misión mediante el breve Omnes homines del papa Pío XI.
El 11 de abril de 1946 el vicariato apostólico fue elevado a arquidiócesis metropolitana mediante la bula Quotidie Nos del papa Pío XII.
El Partido Comunista de China se impuso en la guerra civil, ocupó Nanning en 1949 y proclamó la República Popular China el 1 de octubre de 1949. El 4 de septiembre de 1951 China comunista expulsó al nuncio apostólico Antonio Riberi y la Santa Sede continuó reconociendo a la República de China en Taiwán como el legítimo gobierno chino. Todos los misioneros extranjeros fueron expulsados de China comunista en 1952, entre ellos el arzobispo francés Paulin-Joseph-Justin Albouy, el 30 de marzo de 1952.
La Asociación Patriótica Católica China fue creada con el apoyo de la Oficina de Asuntos Religiosos de la República Popular de China en 1957, con el objetivo de controlar las actividades de los católicos en China. Su nombre público es Iglesia católica china y es referida como la "Iglesia oficial" en contraposición a la "Iglesia subterránea" o "Iglesia clandestina" leal a la Santa Sede.
En el período de 1966 a 1976 la Revolución Cultural se ensañó especialmente contra la religión, destruyéndose numerosas iglesias y cesaron todas las actividades religiosas en la arquidiócesis. A principios de la década de 1980 la arquidiócesis reanudó sus operaciones.
En 1984 Giuseppe Meng Ziwen fue ordenado obispo clandestinamente, pero las autoridades gubernamentales siempre lo han considerado un simple sacerdote, sin reconocer su autoridad episcopal. Falleció el 7 de enero de 2007 a los 103 años. En 2003 el sacerdote Juan Bautista Tan Yanchuan fue ordenado obispo coadjutor y le sucedió en la sede de Nanning.
La Asociación Patriótica Católica China la redujo a diócesis de Nanning en fecha no precisada y desde diciembre de 2002 la Conferencia Episcopal China "oficial" unificó los cuatro distritos eclesiásticos de Guanxi (la diócesis patriótica de Nanning, la diócesis de Wuzhou, la parte de la diócesis de Beihai en Guangxi y la prefectura apostólica de Guilin), creando una única diócesis que toma su nombre de la región. Para las autoridades chinas Tan Yanchuan es obispo oficial de Guanxi desde 2003, mientras que para la Santa Sede sólo es arzobispo de Nanning desde 2007.
El 22 de septiembre de 2018 se firmó en Pekín el Acuerdo provisional entre la Santa Sede y la República Popular de China sobre el nombramiento de los obispos. Tras el acuerdo, el papa Francisco readmitió al obispo "oficial" Giuseppe Ma Yinglin en la comunión eclesial. La comunicación de la Santa Sede sobre la tarea pastoral que le ha sido confiada como obispo de Kunming fue recibida por el interesado el 12 de diciembre de 2018 en Pekín en el marco de una celebración eclesial.
El 22 de octubre de 2020 el acuerdo fue prorrogado por otros dos años y en octubre de 2022 por otros dos años más.
Debido a la situación particular de la Iglesia católica en China, la Santa Sede no nombra obispos para las diócesis chinas, que son sedes oficialmente vacantes incluso en presencia de obispos reconocidos por Roma.

## Estadísticas
Según el Anuario Pontificio 1951 la arquidiócesis tenía a fines de 1950 un total de 7584 fieles bautizados.
| Año                                                                             | Población            | Población | Población      | Sacerdotes | Sacerdotes    | Sacerdotes    | Bautizados por sacerdote | Diáconos permanentes | Religiosos | Religiosos | Parroquias |
| Año                                                                             | Bautizados católicos | Total     | % de católicos | Total      | Clero secular | Clero regular | Bautizados por sacerdote | Diáconos permanentes | Varones    | Mujeres    | Parroquias |
| ------------------------------------------------------------------------------- | -------------------- | --------- | -------------- | ---------- | ------------- | ------------- | ------------------------ | -------------------- | ---------- | ---------- | ---------- |
| 1950                                                                            | 7584                 | 6 000     | 0.1            | 26         | 26            |               | 291                      |                      | 24         |            |            |
| Fuente: Catholic-Hierarchy, que a su vez toma los datos del Anuario Pontificio. |                      |           |                |            |               |               |                          |                      |            |            |            |

## Episcopologio

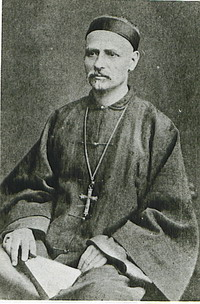
Pierre-Noël-Joseph Foucard, vicario apostólico de 1878 a 1889

- Louis Jolly, M.E.P. † (6 de agosto de 1875-noviembre de 1877 renunció)
- Pierre-Noël-Joseph Foucard, M.E.P. † (13 de agosto de 1878-31 de marzo de 1889 falleció)
- Jean-Benoît Chouzy, M.E.P. † (21 de agosto de 1891-22 de septiembre de 1899 falleció)
- Joseph-Marie Lavest, M.E.P. † (26 de abril de 1900-23 de agosto de 1910 falleció)
- Maurice-François Ducoeur, M.E.P. † (22 de diciembre de 1910-10 de junio de 1929 falleció)
- Paulin-Joseph-Justin Albouy, M.E.P. † (30 de junio de 1930-7 de febrero de 1954 falleció)
  - Sede vacante
  - Joseph Meng Zi-wen † (24 de febrero de 1984 consagrado-7 de enero de 2007 falleció)
  - Joseph Tan Yan-quan, por sucesión el 7 de enero de 2007